# Star Wars: A sors erői
A Star Wars: A sors erői (eredeti cím: Star Wars: Forces of Destiny) 2017 és 2018 között futott amerikai számítógépes animációs akciósorozat, amelyet Dave Filoni, Carrie Beck és Jennifer MMuro alkotott.
Amerikában a Disney Channel mutatta be 2017. július 3-án. Magyarországon is a Disney Channel mutatta be 2017. július 15-én.

## Ismertető
A sorozat bevezetőjében hallható idézet: "A döntéseink és a cselekedeteink, a kicsi és a nagy pillanatok, ezek tesznek minket a sors erőivé." – Maz Kanata

## Szereplők
| Szereplő         | Eredeti hang             | Magyar hang        |
| ---------------- | ------------------------ | ------------------ |
| Rey              | Daisy Ridley             | Laurinyecz Réka    |
| Maz Kanata       | Lupita Nyong’o           | Nádasi Veronika    |
| Leia Organa      | Shelby Young             | Zsigmond Tamara    |
| Padmé Amidala    | Catherine Taber          | Csondor Kata       |
| Ahsoka Tano      | Ashley Eckstein          | Molnár Ilona       |
| Jyn Erso         | Felicity Jones (1. évad) | Bogdányi Titanilla |
| Jyn Erso         | Helen Sadler (2. évad)   | Bogdányi Titanilla |
| Sabine Wren      | Tiya Sircar              | Czető Zsanett      |
| Hera Syndulla    | Vanessa Marshall         | Bánfalvi Eszter    |
| Anakin Skywalker | Matt Lanter              | Moser Károly       |
| Yoda             | Tom Kane                 | Szacsvay László    |
| C-3PO            | Anthony Daniels          | Vári Attila        |
| C1-10P "Chopper" | Dave Filoni              | Eredeti hang       |
| Finn             | John Boyega              | Welker Gábor       |
| Han Solo         | A.J. LoCascio            | Sótonyi Gábor      |
| Öreg Han Solo    | Kiff VandenHeuvel        | Sótonyi Gábor      |
| Luke Skywalker   | Mark Hamill              | TBA                |
| Ketsu Onyo       | Gina Torres              | TBA                |
| Rose Tico        | Kelly Marie Tran         | TBA                |
| Qi'ra            | Olivia Hack              | TBA                |
| Ezra Bridger     | Taylor Gray              | TBA                |
| Tristan Wren     | Ritesh Rajan             | TBA                |
| Finn             | John Boyega              | TBA                |
| Unkar Plutt      | Dee Bradley Baker        | Maday Gábor        |
| Rohamosztagos    | David Acord              | Bor László         |
| Rohamosztagos    | David Acord              | Jaskó Bálint       |
| Felolvasó        | Nincs                    | Bognár Tamás       |

- További magyar hangok: Bogdányi Titanilla,[10] Hermann Lilla[13]

## Epizódok

### Évados áttekintés
| Évad              | Évad | Epizódok | Eredeti sugárzás  | Eredeti sugárzás  | Eredeti adó      | Magyar sugárzás    | Magyar sugárzás | Magyar adó |
| Évad              | Évad | Epizódok | Évadpremier       | Évadfinálé        | Eredeti adó      | Évadpremier        | Évadfinálé      | Magyar adó |
| ----------------- | ---- | -------- | ----------------- | ----------------- | ---------------- | ------------------ | --------------- | ---------- |
|                   | 1    | 16       | 2017. július 3.   | 2017. november 1. | YouTube          | 2017. július 22.   | TBA             | YouTube    |
| 2017. október 1.  | 1    | 16       | 2017. október 29. | Disney Channel    | 2017. július 15. | 2017. november 29. | Disney Channel  |            |
|                   | 2    | 16       | 2018. március 19. | 2018. május 25.   | YouTube          | TBA                | TBA             | YouTube    |
| 2018. március 25. | 2    | 16       | 2018. május 25.   | Disney Channel    | TBA              | TBA                | Disney Channel  |            |

### 1. évad
| #   | #   | Eredeti cím           | Magyar cím             | Eredeti premier   | Eredeti premier   | Magyar premier     | Magyar premier     |
| #   | #   | Eredeti cím           | Magyar cím             | YouTube           | Disney Channel    | YouTube            | Disney Channel     |
| --- | --- | --------------------- | ---------------------- | ----------------- | ----------------- | ------------------ | ------------------ |
| 1.  | 1.  | Sands of Jakku        | Jakku homokján         | 2017. július 3.   | 2017. október 1.  | 2017. július 22.   | 2017. július 15.   |
| 2.  | 2.  | BB-8 Bandits          | BB-8 banditák          | 2017. július 4.   | 2017. október 1.  | 2017. július 23.   | 2017. július 16.   |
| 3.  | 3.  | Ewok Escape           | Ewokok veszélyben      | 2017. július 5.   | 2017. október 1.  | 2017. július 24.   | 2017. július 22.   |
| 4.  | 4.  | The Padawan Path      | A padawan útja         | 2017. július 6.   | 2017. október 1.  | 2017. július 24.   | 2017. július 23.   |
| 5.  | 5.  | Beasts of Echo Base   | Az Echo bázis bestiái  | 2017. július 7.   | 2017. október 1.  | 2017. július 29.   | 2017. július 29.   |
| 6.  | 6.  | The Imposter Inside   | Ellenség legbelül      | 2017. július 8.   | 2017. október 1.  | 2017. július 30.   | 2017. július 30.   |
| 7.  | 7.  | The Stranger          | Az idegen              | 2017. július 9.   | 2017. október 1.  | 2017. augusztus 5. | 2017. augusztus 5. |
| 8.  | 8.  | Bounty of Trouble     | Túl sok fejvadász      | 2017. július 9.   | 2017. október 1.  | 2017. augusztus 6. | 2017. augusztus 6. |
| 9.  | 9.  | Newest Recruit        | Az új harcos társ      | 2017. október 1.  | 2017. október 29. |                    | 2017. november 20. |
| 10. | 10. | Tracker Trouble       | A nyomkövető           | 2017. október 2.  | 2017. október 29. |                    | 2017. november 21. |
| 11. | 11. | Teach You, I Will     | Tanítani foglak        | 2017. október 3.  | 2017. október 29. |                    | 2017. november 23. |
| 12. | 12. | The Starfighter Stunt | Vadászgép parádé       | 2017. október 4.  | 2017. október 29. |                    | 2017. november 24. |
| 13. | 13. | Accidental Allies     | Véletlen szövetségesek | 2017. október 29. | 2017. október 29. |                    | 2017. november 22. |
| 14. | 14. | An Imperial Feast     | Birodalmi lakoma       | 2017. október 30. | 2017. október 29. |                    | 2017. november 27. |
| 15. | 15. | The Happabore Hazard  | Happabore probléma     | 2017. október 31. | 2017. október 29. |                    | 2017. november 28. |
| 16. | 16. | Crash Course          | Futókaland             | 2017. november 1. | 2017. október 29. |                    | 2017. november 29. |

### 2. évad
| #   | #   | Eredeti cím              | Magyar cím | Eredeti premier   | Eredeti premier   | Magyar premier | Magyar premier |
| #   | #   | Eredeti cím              | Magyar cím | YouTube           | Disney Channel    | YouTube        | Disney Channel |
| --- | --- | ------------------------ | ---------- | ----------------- | ----------------- | -------------- | -------------- |
| 17. | 1.  | Hasty Departure          |            | 2018. március 19. | 2018. március 25. |                |                |
| 18. | 2.  | Unexpected Company       |            | 2018. március 19. | 2018. március 25. |                |                |
| 19. | 3.  | Shuttle Shock            |            | 2018. március 19. | 2018. március 25. |                |                |
| 20. | 4.  | Jyn's Trade              |            | 2018. március 19. | 2018. március 25. |                |                |
| 21. | 5.  | Run Rey Run              |            | 2018. március 19. | 2018. március 25. |                |                |
| 22. | 6.  | Bounty Hunted            |            | 2018. március 19. | 2018. március 25. |                |                |
| 23. | 7.  | The Path Ahead           |            | 2018. március 19. | 2018. március 25. |                |                |
| 24. | 8.  | Porg Problems            |            | 2018. március 19. | 2018. március 25. |                |                |
| 25. | 9.  | Chopper and Friends      |            | 2018. május 4.    | 2018. május 25.   |                |                |
| 26. | 10. | Monster Misunderstanding |            | 2018. május 4.    | 2018. május 25.   |                |                |
| 27. | 11. | Art History              |            | 2018. május 4.    | 2018. május 25.   |                |                |
| 28. | 12. | Porgs!                   |            | 2018. május 4.    | 2018. május 25.   |                |                |
| 29. | 13. | Perilous Pursuit         |            | 2018. május 4.    | 2018. május 25.   |                |                |
| 30. | 14. | Traps and Tribulations   |            | 2018. május 4.    | 2018. május 25.   |                |                |
| 31. | 15. | A Disarming Lesson       |            | 2018. május 4.    | 2018. május 25.   |                |                |
| 32. | 16. | Triplecross              |            | 2018. május 25.   | 2018. május 25.   |                |                |

## Díjak és elismerések
| Díj                    | Év   | Kategória                         | Díjazott   | Eredmény | Forr.  |
| ---------------------- | ---- | --------------------------------- | ---------- | -------- | ------ |
| ASCAP Screen Music-díj | 2019 | Legjobb sorozat (kábel/televízió) | Ryan Shore | Elnyerte | [ 25 ] |